# Nikos Kazantzakis
Nikos Kazantzakis (грч. Νίκος Καζαντζάκης, 18. februar 1883 — 26. oktobar 1957) bio je grčki pisac. Široko smatran velikanom moderne grčke književnosti, on je bio nominovan tokom devet godina za Nobelovu nagradu za književnost.
Kazantzakisovi romani obuhvataju: Grk Zorba (objavljen 1946. kao Život i vremena Aleksisa Zorbasa), Ponovo razapeti Hrist (1948), Kapetan Mihalis (1950, u prevodu Sloboda ili smrt) i Poslednje Hristovo iskušenje (1955). On je pisao i drame, putopise, memoare i filozofske eseje poput Spasitelj Boga: Duhovne vežbe. Njegova slava proširila se u engleskom govornom području zbog filmskih adaptacija Grka Zorbe (1964) i Poslednjeg Hristovog iskušenja (1988).
On je preveo niz zapaženih dela na moderni grčki jezik, poput Božanstvene komedije, Tako je govorio Zaratustra i Ilijade.

## Bibliografija

### Odiseja: Moderni nastavak
- [Selekcija iz], delimičnog prevoda u prozi Kimona Frajara, Bdenje 12 (1953), pp. 58–65.
- , izvod iz prevoda Kimona Frajar, Čikaški pregled 8, No. 2 (proleće/leto 1954), pp. 12–18.
- , delimični prevod Kimona Frajara, Atlantik mesečno 195, Br. 6 (jun 1955), pp. 110–112.
- , potpun prevod stihova Kimona Frajar, Njujork: Sajmon & Šuster, 1958; London: Seker i Vorberg, 1958.
- , iz  829–63, prevod Kimona Frajar,

### Putopisi
- , prevod Ejmi Mims,
- , prevod Džordža K. Papageotesa, New York: Simon & Schuster, 1963; objavljeno u Ujedinjenom Kraljevstvu kao
- , prevod Ejmi Mims,
- , prevod F. A. Rid, New York: Simon & Schuster, 1965; objavljeno u Ujedinjenom Kraljevstvu kao
- , prevod Timija Vasils i Teodore Vasils,
- , prevod A. Maskalerisa i M. Antonakis,

### Novele
- , Prevod Karla Vildmana,
- , prevod Džonatana Grifina,
- , prevod Džonatana Grifina,
- , prevod Pitera A. Bina,
- , prevod Pitera A. Bina,
- , prevod sa francuskog (u kome je napisan original) Ričard Houarda,
- , prevod Atine Gianakas Dalas,
- , prevod sa francuskog (u kome je originalno napisan) Ejmi Mims,
- — pogledajte pod
- [za decu], prevod Teodore Vasils,
- [za decu], prevod Timi i Teodora Vasilis, urednik Teodora Vasilis, London: Oven, 1988. Adaptirano iz originalnog manuskripta napisanog pisaćom mašinom.
- [iz novele The Fratricides], prevod Teodor Sampson, u
- , prevod Teodore Vasils,

### Drame
- : Prvo postavljeno u Parizu, 1948.
- , prevod Atine Gianakas-Dalas,
- , prevod Atine Gianakas-Dalas, Kentfield (CA): Allen Press, 1972. Izdanje ograničeno na 140 kopija.
- , delimični prevod M. Bajrona Rajizisa,
- , prevod Kimona Frajara,
- , prevod Kimona Frajara,
- , prevod Kimona Frajara,
- , prevod Kimona Frajara i Atine Dalas-Damis,

### Memoari, eseji i korespondencija
- , prevod Kimona Frajara,
- , prevod Pitera A. Bina,
- , prevod Teodora Vasilsa,
- , prevod O. Makridisa,
- , prevod Kimona Frajara,
- , prevod Filipa Rampa i Katerine Angelaki-Ruk,
- , prevod Ejmi Mims, u
- , prevod Kimona Frajara,
- (poezija), prevod Kimona Frajar,
- , prevod Pitera Bina,
- , prevod Atine G. Dalas,
- Grčki original napisan za radio emisiju BBC inostranog servisa na grčkom jeziku iz 1946. godine, povodom devedesetog rođendana Džordža Bernarda Šoa.
- Hymn (Allegorical), prevod
- , prevod Pitera Mekridža,

### Antologije
- , kompilacija Pitera Bina,

## Literatura
- Pandelis Prevelakis, Nikos Kazantzakis and His Odyssey. A Study of the Poet and the Poem, translated from the Greek by Philip Sherrard, with a prefaction by Kimon Friar, New York: Simon & Schuster, 1961.
- Peter Bien, (1972). Nikos Kazantzakis., 1962; New York: Columbia University Press,
- Peter Bien, (1972). Nikos Kazantzakis and the Linguistic Revolution in Greek Literature., Princeton, N.J.: Princeton University Press,
- Peter Bien, (1984). Tempted by happiness. Kazantzakis' post-Christian Christ. Wallingford, Pa.: Pendle Hill Publications,
- Peter Bien, (1989). Kazantzakis. Politics of the Spirit., Princeton, N.J.: Princeton University Press,
- Darren J. N. Middleton and Peter Bien, ed., God's struggler. Religion in the Writings of Nikos Kazantzakis, Macon, Ga.: Mercer University Press, 1996
- Darren J. N. Middleton, Novel Theology: Nikos Kazantzakis' Encounter with Whiteheadian Process Theism, Macon, Ga.: Mercer University Press, 2000.
- Darren J. N. Middleton, Scandalizing Jesus?: Kazantzakis' 'Last Temptation of Christ' Fifty Years On, New York: Continuum, 2005.
- Darren J. N. Middleton, Broken Hallelujah: Nikos Kazantzakis and Christian Theology, Lanham, Md.: Rowman and Littlefield, 2006.
- Helen Kazantzakis, (1983). Nikos Kazantzakis. A biography based on his letters., translated by Amy Mims, New York: Simon & Schuster, 1968; Bruno Cassirer, Oxford, 1968; Berkeley: Creative Arts Book Co. for Donald S. Ellis,
- John (Giannes) Anapliotes, The real Zorbas and Nikos Kazantzakis, translated by Lewis A. Richards, Amsterdam: Hakkert, 1978.
- James F. Lea, Kazantzakis: The Politics of Salvation, foreword by Helen Kazantzakis, The University of Alabama Press, 1979.
- Kimon Friar, (1979). The spiritual odyssey of Nikos Kazantzakis. A talk., edited and with an introduction by Theofanis G. Stavrou, St. Paul, Minn.: North Central Pub. Co.,
- Morton P. Levitt, The Cretan Glance, The World and Art of Nikos Kazantzakis, Columbus, OH: Ohio State University Press, 1980.
- Daniel A. Dombrowski, Kazantzakis and God, Albany: State University of New York Press, 1997.
- Colin Wilson and Howard F. Dossor, Nikos Kazantzakis, Nottingham: Paupers, 1999.
- Dossor, Howard F The Existential Theology of Nikos Kazantzakis Wallingford Pa (Pendle Hill Pamphlets No 359), 2002
- Lewis Owen, (2003). Creative Destruction: Nikos Kazantzakis and the Literature of Responsibility., Macon, Ga.: Mercer University Press,
- Ioannis G. Zaglaris, "Nikos Kazantzakis and thought leadership", 2013.
- Ioannis G. Zaglaris, "Nikos Kazantzakis - end of time due to copyright", GISAP: Educational Sciences, 4, pp. 53-54, 2014
- Ioannis G. Zaglaris, "Challenge in Writing", 2015

## Spoljašnje veze
- The Nikos Kazantzakis Museum, Crete
- The Nikos Kazantzakis Pages at the Historical Museum of Crete Архивирано на веб-сајту  (1. јануар 2007)
- Iran to pay homage to Greek author Kazantzakis – Tehran Times, 10 April 2008
- Society of Nikos Kazantzakis friends
- Kazantzakis Publications (Patroclos Stavrou) Архивирано на веб-сајту  (29. август 2011)
- Nikos Kazantzakis на веб-сајту , са 128 каталошких евиденција